# Ian Cognito
Paul Barbieri (Londres, 1958-Bicester, 11 de abril de 2019), más conocido como Ian Cognito, fue un humorista y actor británico, famoso por sus vídeos de stand up.

## Biografía
Nació en Londres en 1958. De ascendencia irlandesa e italiana, comparó su nombre artístico con el Dr. Jekyll, que creó al Sr. Hyde. Estudió  en la Universidad del Oeste de Inglaterra y luego en la Universidad de Bath.

## Carrera
Cognito fue un veterano actor británico que hizo su carrera a base de monólogos y stand up. Fue uno de los protagonistas más agudos y extremos del mundo de la comedia en el Reino Unido. Identificado con un estilo que reconoce como referente a Lenny Bruce, Bill Hicks y Jerry Sadowitz era reconocido como exponente de un humor "anárquico y furioso" durante sus presentaciones en clubes y bares. Esas características hicieron, en la opinión de varios expertos, que no alcanzara nunca un éxito masivo, aunque siempre mantuvo una actividad constante en el circuito del stand up británico gracias al perfil "brillante y provocativo" que tenían sus monólogos.
Primero realizó comedia de pie en 1985, y en 2008 se describió como el cómico "más prohibido" de Gran Bretaña. Jugó con las sensibilidades de la audiencia, como cuando ganaba aplausos con un emotivo discurso contra la violencia doméstica y luego lo pinchaba con un largo baile al éxito de Darius Danesh "Rushes" en su traje de arlequín de lima. Parte de su acto consistió en llevar un martillo al escenario, golpear un clavo contra una pared y colgar un sombrero, seguirlo con las líneas: "Esto te permite saber dos cosas sobre mí ... en primer lugar, realmente no doy una mierda. En segundo lugar, tengo un martillo".
Ganó el Time Out Award por Stand-up Comedy en 1999.
Su autobiografía fue publicada originalmente en su sitio web en 1995, y apareció en Kindle en 2013, catalogada como "el mejor libro sobre comedia que he escrito". Afirmó que había sido expulsado de la mayoría de los clubes de comedia del país y que había lanzado un televisor por la ventana de un hotel "porque el servicio de habitaciones estaba atrasado".
Fue elogiado por su trabajo por sus compañeros cómicos Jimmy Carr, Matt Lucas y Katy Brand.

## Muerte
Ian Cognito murió a los sesenta años frente al público mientras realizaba uno de sus shows de stand up. En medio del espectáculo que ofrecía en la noche del once de abril de 2019 en un bar de la localidad inglesa de Bicester, cercana a Oxford, el artista sufrió un ataque cardíaco. Los servicios de emergencia que acudieron al lugar lo declararon "muerto en el escenario".
Andrew Bird, presentador del show, dijo que Cognito no se sentía bien antes de salir a escena, pero insistió en hacerlo. Además corroboró que el comediante había aludido con su característico humor a su estado de salud en el comienzo de su número.